# Cyanamide hydrogène
Pour les articles homonymes, voir Cyanamide.
Le cyanamide hydrogène  est une substance active de produit phytosanitaire (ou produit phytopharmaceutique, ou pesticide), qui présente un effet accélérateur du débourrement.
Il comporte à la fois une fonction amine et une fonction cyanure ce qui en fait un produit toxique, incompatible avec la prise d'alcool ; il a d'ailleurs été dans certains pays vendu comme médicament contre l'alcoolodépendance car associé à l'alcool, il provoque de violents malaises.

## Utilisations
- Usages agricoles : Ce produit a notamment été vendu sous le nom de DORMEX[9], et parfois utilisé associé à de l'huile de pétrole[10] ou d'autres produits[11], comme « engrais minéral » ou comme régulateur car c'est un perturbateur endocrinien des hormones végétales responsables du débourrement ; il force les bourgeons et tous les bourgeons à s'ouvrir (avec 40 à 50 jours d'avance), ce qui donne à l'arbre un plus grand nombre de feuilles et permet une récolte plus précoce par exemple pour la vigne, le pistachier[12], le kiwiyer[13], le pêcher[14], le cerisier, avec cependant dans les régions chaudes (ce produit a été très utilisé en Afrique du Nord) un risque corrélatif de stress hydrique accru si l'eau vient à manquer, et dans les régions froides un risque d'exposition aggravée aux gels tardifs ou de désynchronisation d'avec le réveil printanier des pollinisateurs. 
Alternatives : La thiourée est aussi utilisée dans le même but, et certains auteurs ont trouvé que le « mélange dinitro-orthocrésol-huile de pétrole » donnait un effet encore plus marqué [15]. 
Le même produit commercial (DORMEX) est aujourd'hui présenté comme pouvant dans les régions chaudes permettre de synchroniser la floraison d'un arbre avec la période d'émergence de ses pollinisateurs (qui se fait plus tôt en saison en raison du dérèglement climatique).

- Médicament : À partir de 1956, ce produit a, dans certains pays, été vendu pour le traitement de l’alcoolodépendance[16].

- Industrie papetière : Avec son dimère, le dicyandiamide, il peut être utilisé comme activateur de la peroxydation en milieu alcalin (brevets déposés en 1991[17],[18]).

## Réglementation
Sur le plan de la réglementation des produits phytopharmaceutiques :
- pour l’Union européenne : cette substance active est en révision en vue de l'inscription  à l’annexe I de la directive 91/414/CEE ;
- pour la France : cette substance active est autorisée dans la composition de préparations bénéficiant d’une autorisation de mise sur le marché.

## Caractéristiques physico-chimiques
Les caractéristiques physico-chimiques dont l'ordre de grandeur est indiqué ci-après, influencent les risques de transfert de cette substance active vers les eaux, et le risque de pollution des eaux :
- hydrolyse à pH 7 : stable ;
- solubilité : 4 590 000 mg·l-1 ;
- coefficient de partage carbone organique-eau : 293 cm3·g-1. Ce paramètre, noté Koc, représente le potentiel de rétention de cette substance active sur la matière organique du sol. La mobilité de la matière active est réduite par son absorption sur les particules du sol ;
- Durée de demi-vie : 3,5 jours. Ce paramètre, noté DT50, représente le potentiel de dégradation de cette substance active, et sa vitesse de dégradation dans le sol ;
- coefficient de partage octanol-eau : 2,29. Ce paramètre, noté log Kow ou log P, mesure l’hydrophilie (valeurs faibles) ou la lipophilie (valeurs fortes) de la substance active.

## Écotoxicologie
Sur le plan de l’écotoxicologie, les concentrations létales 50 (CL50) dont l'ordre de grandeur est indiqué ci-après, sont observées :
- CL50 sur poissons : 88 mg·l-1 ;
- CL50 sur daphnies : 6,5 mg·l-1 ;
- CL50 sur algues : 13,5 mg·l-1.

## Toxicité pour l’homme
Sur le plan de la toxicité pour l’Homme, la dose journalière acceptable (DJA) est de l’ordre de : 0,001 mg·kg-1·j-1.
Comme les autres engrais ou produits contenant de la cyanamide calcique dans leur formulation, il est beaucoup plus toxique que les autres engrais minéraux en raison de la fonction cyanure du principe actif qui lui confère un effet Antabuse.
« L’épandage d’engrais contenant de la cyanamide calcique peut être à l’origine d’un syndrome Antabuse en cas d’ingestion concomitante de boissons alcoolisées ». Ce produit induit une intolérance à l'alcool et inversement ; 30 minutes à 1 heure après la prise d’alcool, le patient ressent un malaise général accompagné de « céphalées, vertiges, nausées et vomissements, sueurs profuses et bouffées de chaleur », avant de développer un exanthème érythématocyanotique de la face (« faciès vultueux »), du cou et de la ceinture scapulaire (aussi nommé « mal rouge »). Un état de choc modéré avec hypotension, tachycardie et sensations d’oppression thoracique accompagne le tableau.

Remarque : des effets similaires se produisent lorsque la prise d'alcool est associée à l'utilisation de thirame ou de zirame (deux fongicides dithiocarbamates), mais ils perdurent plus longtemps.

Des « lésions cutanées (brûlures des mains, éruptions maculopapuleuses, prurit) » ont été signalées chez deux vignerons qui n'avaient pas respecté la consigne d'abstinence, de même qu'un état de choc chez « 22 ouvriers agricoles italiens
insuffisamment protégés lors de la préparation et de l’application du produit »
Des cas de sensibilisation à la cyanamide calcique ont été signalés (Dermatite de contact, eczéma des mains), « documentés par des patch-tests positifs à la cyanamide à 0,1 ou 0,5 % dans l’eau, ont été décrites chez des chimistes et surtout chez le personnel soignant administrant ce médicament », mais non en milieu agricole selon F Testud.